# Christine Muzio
Christine Muzio (10 de mayo de 1951-29 de noviembre de 2018) fue una deportista francesa que compitió en esgrima, especialista en la modalidad de florete. Participó en dos Juegos Olímpicos de Verano en los años 1976 y 1980, obteniendo dos medallas, plata en Montreal 1976 y oro en Moscú 1980.

## Palmarés internacional
| Juegos Olímpicos | Juegos Olímpicos  | Juegos Olímpicos | Juegos Olímpicos    |
| Año              | Lugar             | Medalla          | Prueba              |
| ---------------- | ----------------- | ---------------- | ------------------- |
| 1976             | Montreal (Canadá) | Medalla de plata | Florete por equipos |
| 1980             | Moscú (URSS)      | Medalla de oro   | Florete por equipos |